# Bugle (plante)
Ajuga
Pour les articles homonymes, voir bugle (homonymie).
Genre
Classification phylogénétique
Les bugles (nom féminin), Ajuga en latin, sont un genre de la famille des Lamiacées. Il regroupe une cinquantaine d'espèces de plantes annuelles, bisannuelles ou vivaces originaires d'Eurasie. Ce sont pour la plupart des plantes herbacées, rarement des arbustes. Elles sont reconnaissables à l'absence ou l'extrême réduction de la lèvre supérieure.
Les espèces Ajuga chamaepytis et Ajuga iva (certaines à fleurs jaunes) sont aussi appelées ive ou ivette, bien connues des cruciverbistes.

## Étymologie
Le nom vulgaire des bugles « provient du latin médiéval bugula, peut-être dérivé de bugillo, qui désignait une plante indéterminée ».
Le nom botanique Ajuga a deux origines possibles : tiré du grec a, privatif et du latin jugum, joug, en référence à la corolle qui semble dépourvue de lèvre supérieure ; déformation du latin abigere, chasser, allusion aux prétendues vertus de ces plantes qui faciliteraient l'accouchement.

## Liste d'espèces en France
| Espèce                                           | Photo             | Distribution                        | Description                                               |
| Ajuga chamaepitys Bugle jaune Bugle petit pin    | Ajuga chamaepitys | Europe, Méditerranée.               | Annuelle Fleurs jaunes.                                   |
| Ajuga genevensis Bugle de Genève                 | Ajuga genevensis  | Eurasiatique                        | Pas de rejets rampants                                    |
| Ajuga iva Germandrée musquée Bugle fausse ivette | Ajuga iva         | Méditerranéenne                     | Fleurs rose pâle                                          |
| Ajuga pyramidalis Bugle pyramidale               | Ajuga pyramidalis | Pelouses de montagne                | Tiges et feuilles radicales velues Pas de rejets rampants |
| Ajuga reptans Bugle rampante                     | Ajuga reptans     | Europe, jusqu'au Caucase et l'Iran, | Vivace, rampante, avec des rejets radicants               |

## Liste complète d'espèces
- Ajuga australis
- Ajuga decumbens
- Ajuga bombycina
- Ajuga bracteosa: Sichuan, Yunnan, Afghanistan, Inde, Myanmar, Népal
- Ajuga campylantha: Yunnan
- Ajuga campylanthoides: Gansu, Sichuan, Xizang, Yunnan
- Ajuga chamaepitys: Europe, Méditerranée.
- Ajuga chasmohila
- Ajuga chia
- Ajuga cliliata: Gansu, Hebei, Hubei, Shaanxi, Shandong, Shanxi, Sichuan, Zhejiang
- Ajuga decaryana
- Ajuga decumbens: Chine, Japon, Corée
- Ajuga dictyocarpa: Fujian, Guangdong, Jiangxi, Taiwan, Ryukyu Islands, Vietnam
- Ajuga flaccida
- Ajuga forrestii:  Sichuan, Xizang, Yunnan
- Ajuga genevensis
- Ajuga glabra
- Ajuga iva: Méditerranéenne
- Ajuga japonica
- Ajuga laxmannii
- Ajuga linearifolia: Hebei, Hubei, Liaoning, Shaanxi, Shanxi
- Ajuga lobata: Yunnan, Bhoutan, Inde, Myanmar, Nepal
- Ajuga lupulina: Gansu, Hebei, Qinghai, Shanxi, Sichuan, Xizang, Yunnan
- Ajuga macrosperma: Guangdong, Guangxi, Guizhou, Taiwan, Yunnan, Bhoutan, Inde, Laos, Myanmar, Nepal, Thailande, Vietnam
- Ajuga makinoi
- Ajuga mollis
- Ajuga multiflora: Anhui, Hebei, Heilongjiang, Jiangsu, Liaoning, Mongolie, Corée, Russie
- Ajuga nipponensis: Chine, Japon, Corée
- Ajuga nubigena: Sichuan, Xizang, Yunnan
- Ajuga oblongata
- Ajuga oocephala
- Ajuga ophrydris
- Ajuga orientalis
- Ajuga ovalifolia: Gansu, Sichuan
- Ajuga pantantha: Yunnan
- Ajuga piskoi
- Ajuga postii
- Ajuga pygmaea: Jiangsu, Taiwan, Japon.
- Ajuga pyramidalis
- Ajuga relicta
- Ajuga remota
- Ajuga reptans
- Ajuga robusta
- Ajuga solicifolia
- Ajuga sciaphila: Sichuan, Yunnan.
- Ajuga shikotanensis
- Ajuga tenorii
- Ajuga vestita
- Ajuga xylorrhiza
- Ajuga yesoensis